# Dimítrios Lundras
Dimítrios Lundras (en grec Δημήτριος Λούνδρας, Atenes, 6 de setembre de 1885 – 15 de febrer de 1970) va ser un gimnasta grec que va participar en els Jocs Olímpics de 1896, a Atenes.
Lundras va disputar la prova de barres paral·leles per equip, amb l'equip Ethnikos Gymnastikos Syllogos, que va guanyar una medalla de bronze.
Amb deu anys i 218 dies és fins avui el medallista i el participant olímpic més jove en la història dels Jocs Olímpics, si no tenim en compte els participants amb edats desconegudes que van competir com a timoner als Jocs Olímpics del 1900.
Posteriorment integrar la Marina grega, amb el rang de contraalmirall. El 1936 va exercir breument com a prefecte de la Prefectura de Lesbos.